# Onchidiopsis corys
Onchidiopsis corys is een slakkensoort uit de familie van de Velutinidae. De wetenschappelijke naam van de soort is voor het eerst geldig gepubliceerd in 1910 door Balch.